# آرفی (کمون)
آرفی (به فرانسوی: Arphy) یک کمون در فرانسه است که در گار واقع شده‌است. آرفی ۲۰٫۹۲ کیلومتر مربع مساحت دارد ۵۰۰ متر بالاتر از سطح دریا واقع شده‌است.